# موج (فیلم ۲۰۰۸)
«موج» (آلمانی: Die Welle) فیلمی در ژانر مهیج است که در سال ۲۰۰۸ منتشر شد. از بازیگران آن می‌توان به مکس ریملت، کریستینه پاول، الیاس مبارک، و ران جونز اشاره کرد.
داستان این فیلم درباره معلم دبیرستانی به نام راینر است که تصمیم گرفته است دانش آموزان را به وسیله روش های تجربی آموزش دهد. عده ای از دانش آموزانش با روش او موافق نیستند.